# Pak Chang-sik
Dans ce nom, le nom de famille, Pak, précède le nom personnel.
Pour les articles homonymes, voir Pak.
Pak Chang-sik (en coréen : 박창식) est un homme politique nord-coréen, né vers 1958 à Chongjin dans la province du Hamgyong du Nord. Il est membre des VIIIe, IXe, Xe et XIe législatures de l'Assemblée populaire suprême à partir de 1986. Il devient vice-président du comité populaire de Chongjin 1990.
Pak aurait travaillé durant 30 ans comme plongueur dans la coopérative marine de Rason, ce qui l'aurait amené à participer à la création du barrage de Nampo dans le sud-ouest du pays.

### Note
1. ↑  Il est élu à l'Assemblée populaire suprême en 1986 à l'âge de 29 ans selon Yonhap (2002).